# Reality (Lost Frequencies)
"Reality" is een single geschreven door Lost Frequencies, Janieck Devy en Radboud Miedema. De single piekte op de eerste plaats in de hitlijsten in meer dan tien landen en domineerde de Europese airplay voor 9 aansluitende weken.

## Hitnoteringen

### Nederlandse Top 40
| Hitnotering: 18-07-2015 t/m 16-01-2016 | Hitnotering: 18-07-2015 t/m 16-01-2016 | Hitnotering: 18-07-2015 t/m 16-01-2016 | Hitnotering: 18-07-2015 t/m 16-01-2016 | Hitnotering: 18-07-2015 t/m 16-01-2016 | Hitnotering: 18-07-2015 t/m 16-01-2016 | Hitnotering: 18-07-2015 t/m 16-01-2016 | Hitnotering: 18-07-2015 t/m 16-01-2016 | Hitnotering: 18-07-2015 t/m 16-01-2016 | Hitnotering: 18-07-2015 t/m 16-01-2016 | Hitnotering: 18-07-2015 t/m 16-01-2016 | Hitnotering: 18-07-2015 t/m 16-01-2016 | Hitnotering: 18-07-2015 t/m 16-01-2016 | Hitnotering: 18-07-2015 t/m 16-01-2016 | Hitnotering: 18-07-2015 t/m 16-01-2016 |
| Week:                                  | 1                                      | 2                                      | 3                                      | 4                                      | 5                                      | 6                                      | 7                                      | 8                                      | 9                                      | 10                                     | 11                                     | 12                                     | 13                                     | 14                                     |
| -------------------------------------- | -------------------------------------- | -------------------------------------- | -------------------------------------- | -------------------------------------- | -------------------------------------- | -------------------------------------- | -------------------------------------- | -------------------------------------- | -------------------------------------- | -------------------------------------- | -------------------------------------- | -------------------------------------- | -------------------------------------- | -------------------------------------- |
| Positie:                               | 37                                     | 28                                     | 10                                     | 9                                      | 9                                      | 7                                      | 5                                      | 5                                      | 8                                      | 8                                      | 4                                      | 3                                      | 4                                      | 5                                      |
| Week:                                  | 15                                     | 16                                     | 17                                     | 18                                     | 19                                     | 20                                     | 21                                     | 22                                     | 23                                     | 24                                     | 25                                     | 26                                     | 27                                     |                                        |
| Positie:                               | 6                                      | 7                                      | 9                                      | 9                                      | 11                                     | 13                                     | 13                                     | 18                                     | 19                                     | 22                                     | 26                                     | 27                                     | 34                                     | uit                                    |

### NederlandseSingle Top 100
| Hitnotering: 11-07-2015 t/m 12-03-2016 | Hitnotering: 11-07-2015 t/m 12-03-2016 | Hitnotering: 11-07-2015 t/m 12-03-2016 | Hitnotering: 11-07-2015 t/m 12-03-2016 | Hitnotering: 11-07-2015 t/m 12-03-2016 | Hitnotering: 11-07-2015 t/m 12-03-2016 | Hitnotering: 11-07-2015 t/m 12-03-2016 | Hitnotering: 11-07-2015 t/m 12-03-2016 | Hitnotering: 11-07-2015 t/m 12-03-2016 | Hitnotering: 11-07-2015 t/m 12-03-2016 | Hitnotering: 11-07-2015 t/m 12-03-2016 | Hitnotering: 11-07-2015 t/m 12-03-2016 | Hitnotering: 11-07-2015 t/m 12-03-2016 | Hitnotering: 11-07-2015 t/m 12-03-2016 | Hitnotering: 11-07-2015 t/m 12-03-2016 | Hitnotering: 11-07-2015 t/m 12-03-2016 | Hitnotering: 11-07-2015 t/m 12-03-2016 | Hitnotering: 11-07-2015 t/m 12-03-2016 | Hitnotering: 11-07-2015 t/m 12-03-2016 | Hitnotering: 11-07-2015 t/m 12-03-2016 |
| Week:                                  | 1                                      | 2                                      | 3                                      | 4                                      | 5                                      | 6                                      | 7                                      | 8                                      | 9                                      | 10                                     | 11                                     | 12                                     | 13                                     | 14                                     | 15                                     | 16                                     | 17                                     | 18                                     | 19                                     |
| -------------------------------------- | -------------------------------------- | -------------------------------------- | -------------------------------------- | -------------------------------------- | -------------------------------------- | -------------------------------------- | -------------------------------------- | -------------------------------------- | -------------------------------------- | -------------------------------------- | -------------------------------------- | -------------------------------------- | -------------------------------------- | -------------------------------------- | -------------------------------------- | -------------------------------------- | -------------------------------------- | -------------------------------------- | -------------------------------------- |
| Positie:                               | 85                                     | 45                                     | 22                                     | 11                                     | 8                                      | 6                                      | 6                                      | 5                                      | 7                                      | 7                                      | 5                                      | 5                                      | 5                                      | 7                                      | 7                                      | 10                                     | 16                                     | 16                                     | 16                                     |
| Week:                                  | 20                                     | 21                                     | 22                                     | 23                                     | 24                                     | 25                                     | 26                                     | 27                                     | 28                                     | 29                                     | 30                                     | 31                                     | 32                                     | 33                                     | 34                                     | 35                                     | 36                                     |                                        |                                        |
| Positie:                               | 22                                     | 28                                     | 27                                     | 30                                     | 40                                     | 42                                     | 45                                     | 37                                     | 50                                     | 55                                     | 62                                     | 72                                     | 77                                     | 87                                     | 88                                     | 97                                     | 99                                     | uit                                    |                                        |

### VlaamseUltratop 50
| Hitnotering (week 1 t/m 32): 13-06-2015 t/m 16-01-2016 Hitnotering (week 33 t/m 34): 30-01-2016 t/m 06-02-2016 | Hitnotering (week 1 t/m 32): 13-06-2015 t/m 16-01-2016 Hitnotering (week 33 t/m 34): 30-01-2016 t/m 06-02-2016 | Hitnotering (week 1 t/m 32): 13-06-2015 t/m 16-01-2016 Hitnotering (week 33 t/m 34): 30-01-2016 t/m 06-02-2016 | Hitnotering (week 1 t/m 32): 13-06-2015 t/m 16-01-2016 Hitnotering (week 33 t/m 34): 30-01-2016 t/m 06-02-2016 | Hitnotering (week 1 t/m 32): 13-06-2015 t/m 16-01-2016 Hitnotering (week 33 t/m 34): 30-01-2016 t/m 06-02-2016 | Hitnotering (week 1 t/m 32): 13-06-2015 t/m 16-01-2016 Hitnotering (week 33 t/m 34): 30-01-2016 t/m 06-02-2016 | Hitnotering (week 1 t/m 32): 13-06-2015 t/m 16-01-2016 Hitnotering (week 33 t/m 34): 30-01-2016 t/m 06-02-2016 | Hitnotering (week 1 t/m 32): 13-06-2015 t/m 16-01-2016 Hitnotering (week 33 t/m 34): 30-01-2016 t/m 06-02-2016 | Hitnotering (week 1 t/m 32): 13-06-2015 t/m 16-01-2016 Hitnotering (week 33 t/m 34): 30-01-2016 t/m 06-02-2016 | Hitnotering (week 1 t/m 32): 13-06-2015 t/m 16-01-2016 Hitnotering (week 33 t/m 34): 30-01-2016 t/m 06-02-2016 | Hitnotering (week 1 t/m 32): 13-06-2015 t/m 16-01-2016 Hitnotering (week 33 t/m 34): 30-01-2016 t/m 06-02-2016 | Hitnotering (week 1 t/m 32): 13-06-2015 t/m 16-01-2016 Hitnotering (week 33 t/m 34): 30-01-2016 t/m 06-02-2016 | Hitnotering (week 1 t/m 32): 13-06-2015 t/m 16-01-2016 Hitnotering (week 33 t/m 34): 30-01-2016 t/m 06-02-2016 | Hitnotering (week 1 t/m 32): 13-06-2015 t/m 16-01-2016 Hitnotering (week 33 t/m 34): 30-01-2016 t/m 06-02-2016 | Hitnotering (week 1 t/m 32): 13-06-2015 t/m 16-01-2016 Hitnotering (week 33 t/m 34): 30-01-2016 t/m 06-02-2016 | Hitnotering (week 1 t/m 32): 13-06-2015 t/m 16-01-2016 Hitnotering (week 33 t/m 34): 30-01-2016 t/m 06-02-2016 | Hitnotering (week 1 t/m 32): 13-06-2015 t/m 16-01-2016 Hitnotering (week 33 t/m 34): 30-01-2016 t/m 06-02-2016 | Hitnotering (week 1 t/m 32): 13-06-2015 t/m 16-01-2016 Hitnotering (week 33 t/m 34): 30-01-2016 t/m 06-02-2016 | Hitnotering (week 1 t/m 32): 13-06-2015 t/m 16-01-2016 Hitnotering (week 33 t/m 34): 30-01-2016 t/m 06-02-2016 |
| Week: | 1 | 2 | 3 | 4 | 5 | 6 | 7 | 8 | 9 | 10 | 11 | 12 | 13 | 14 | 15 | 16 | 17 | 18 |
| --- | --- | --- | --- | --- | --- | --- | --- | --- | --- | --- | --- | --- | --- | --- | --- | --- | --- | --- |
| Positie: | 2 | 2 | 1 | 1 | 1 | 2 | 1 | 2 | 2 | 2 | 1 | 2 | 3 | 3 | 8 | 7 | 12 | 11 |
| Week: | 19 | 20 | 21 | 22 | 23 | 24 | 25 | 26 | 27 | 28 | 29 | 30 | 31 | 32 | | 33 | 34 | |
| Positie: | 17 | 10 | 23 | 8 | 7 | 13 | 19 | 26 | 22 | 24 | 25 | 21 | 21 | 34 | uit | 24 | 48 | uit |

### 3FM Mega Top 50
| Positie: | 40 | 34 | 10 | 10 | 7  | 7  | 9  | 6  | 7  | 8  | 4  | 6  | 4  | 3  | 6   |
| Week:    | 16 | 17 | 18 | 19 | 20 | 21 | 22 | 23 | 24 | 25 | 26 | 27 | 28 | 29 |     |
| Positie: | 7  | 8  | 10 | 13 | 13 | 11 | 12 | 15 | 23 | 37 | 38 | 43 | 46 | 49 | uit |